# 代官山康弘
代官山 康弘（だいかんやま やすひろ、1936年3月2日 - 2003年）は、愛知県名古屋市中区出身で出羽海部屋に所属した元大相撲力士。本名は水野 康弘（みずの やすひろ）。173cm、90kg。最高位は東十両11枚目。得意技は左四つ、寄り。
出身地が名古屋場所の開催される名古屋市金山体育館(後に愛知県体育館に移転)名古屋市中区であるため、厳密な意味での名古屋場所の御当地力士であった。
息子に社会学者の水野剛也がいる。

## 経歴
1954年3月場所に初土俵、1964年1月場所に十両昇進。その場所は9勝6敗と勝ち越したが、翌3月場所は2勝13敗と大きく負け越して、5月場所には幕下陥落。その後も幕下で相撲を取り続けたが、1966年9月場所は東幕下筆頭で5勝2敗と勝ち越していながら翌場所も据え置きになるなど不運な一面もあった。1968年7月場所に廃業。

## 主な成績
- 通算成績：312勝284敗7休  勝率.523
- 十両成績：11勝19敗  勝率.367
- 現役在位：80場所
- 十両在位：2場所

### 場所別成績
| | 一月場所 初場所（東京） | 三月場所 春場所（大阪） | 五月場所 夏場所（東京） | 七月場所 名古屋場所（愛知） | 九月場所 秋場所（東京） | 十一月場所 九州場所（福岡） |
| --- | ----------------------- | ----------------------- | ----------------------- | --------------------------- | ----------------------- | --------------------------- |
| 1954年 （昭和29年） | x                       | 新序 3–0                | 東序二段49枚目 4–4      | x                           | 西序二段43枚目 5–3      | x                           |
| 1955年 （昭和30年） | 西序二段18枚目 3–5      | 西序二段22枚目 5–3      | 東三段目81枚目 5–3      | x                           | 西三段目56枚目 4–4      | x                           |
| 1956年 （昭和31年） | 西三段目54枚目 4–4      | 東三段目49枚目 4–4      | 東三段目43枚目 3–5      | x                           | 西三段目48枚目 4–4      | x                           |
| 1957年 （昭和32年） | 東三段目47枚目 5–3      | 西三段目33枚目 4–4      | 西三段目26枚目 4–4      | x                           | 東三段目20枚目 5–3      | 東三段目5枚目 5–3           |
| 1958年 （昭和33年） | 西幕下76枚目 4–4        | 東幕下72枚目 4–4        | 東幕下71枚目 2–6        | 東幕下80枚目 5–3            | 西幕下70枚目 5–3        | 東幕下57枚目 4–4            |
| 1959年 （昭和34年） | 西幕下54枚目 2–6        | 東幕下67枚目 5–3        | 東幕下62枚目 5–3        | 東幕下54枚目 5–3            | 西幕下51枚目 5–3        | 西幕下41枚目 4–4            |
| 1960年 （昭和35年） | 西幕下42枚目 4–4        | 西幕下36枚目 4–4        | 東幕下33枚目 4–4        | 東幕下32枚目 3–4            | 東幕下37枚目 5–2        | 東幕下28枚目 3–4            |
| 1961年 （昭和36年） | 西幕下33枚目 4–3        | 西幕下28枚目 3–4        | 西幕下36枚目 6–1        | 東幕下13枚目 5–2            | 東幕下5枚目 3–4         | 西幕下7枚目 2–5             |
| 1962年 （昭和37年） | 東幕下15枚目 3–4        | 西幕下17枚目 4–3        | 東幕下15枚目 4–3        | 東幕下13枚目 5–2            | 西幕下4枚目 2–5         | 西幕下8枚目 4–3             |
| 1963年 （昭和38年） | 東幕下6枚目 3–4         | 西幕下7枚目 5–2         | 東幕下2枚目 3–4         | 西幕下3枚目 3–5             | 西幕下5枚目 5–2         | 西幕下2枚目 4–3             |
| 1964年 （昭和39年） | 西十両18枚目 9–6        | 東十両11枚目 2–13       | 東幕下5枚目 5–2         | 東幕下2枚目 3–4             | 東幕下4枚目 3–4         | 東幕下6枚目 4–3             |
| 1965年 （昭和40年） | 西幕下筆頭 休場 0–0–7   | 西幕下39枚目 2–5        | 東幕下56枚目 5–2        | 西幕下41枚目 4–3            | 東幕下39枚目 6–1        | 東幕下11枚目 5–2            |
| 1966年 （昭和41年） | 西幕下4枚目 4–3         | 西幕下3枚目 3–4         | 東幕下5枚目 4–3         | 西幕下2枚目 4–3             | 東幕下筆頭 5–2          | 東幕下筆頭 3–4              |
| 1967年 （昭和42年） | 西幕下3枚目 3–4         | 西幕下5枚目 2–5         | 東幕下23枚目 4–3        | 西幕下16枚目 4–3            | 東幕下13枚目 3–4        | 西幕下15枚目 2–5            |
| 1968年 （昭和43年） | 西幕下28枚目 6–1        | 東幕下14枚目 3–4        | 西幕下17枚目 3–4        | 東幕下23枚目 引退 3–4–0     | x                       | x                           |
| 各欄の数字は、「勝ち-負け-休場」を示す。 優勝 引退 休場 十両 幕下 三賞：敢=敢闘賞、殊=殊勲賞、技=技能賞 その他：★=金星 番付階級：幕内 - 十両 - 幕下 - 三段目 - 序二段 - 序ノ口 幕内序列：横綱 - 大関 - 関脇 - 小結 - 前頭（「#数字」は各位内の序列） |                         |                         |                         |                             |                         |                             |

## 改名歴
- 水野 康弘（みずの やすひろ）1954年3月場所
- 代官山 康弘（だいかんやま やすひろ）1954年5月場所 - 1968年7月場所
  - 「代官山」は実家のある名古屋市東区代官町に由来する[1]。